# The Final Frontier
The Final Frontier  —en español: La Frontera Final— es el decimoquinto álbum de estudio de la banda británica de heavy metal Iron Maiden, lanzado el 16 de agosto de 2010 en Europa y el 17 de agosto del mismo año en Norteamérica. Con 76 minutos y 34 segundos es el tercer álbum con mayor duración del grupo hasta la fecha siendo superado solo por The Book of Souls y Senjutsu. Es el primer álbum de estudio de la banda en casi cuatro años, lo que lo convierte en uno de los intervalos más largos entre álbumes.
Melvyn Grant, que ya había trabajado con anterioridad con la banda, creó la portada.
El disco recibió reseñas favorables por parte de los críticos y alcanzó la primera posición en más de veintiocho países, entre ellos el Reino Unido. Por otra parte, The Final Frontier llegó al cuarto puesto del Billboard 200, el mejor en la carrera del grupo en EE. UU. El álbum obtuvo críticas bastante favorables por parte de sus fanáticos y medios especializados por ser un álbum con un sonido diferente a los demás y que se vio plasmado en un concierto registrado en un exitoso DVD llamado En Vivo!.
El álbum fue publicado por EMI (el último en ser lanzado por esta discográfica después de 30 años) en todo el mundo, a excepción de Norteamérica donde fue distribuido de manera conjunta por Universal Music Enterprises y Sony Music Entertainment.

## Antecedentes
El 22 de abril de 2009, durante una entrevista para Rock Radio, el baterista Nicko McBrain comentó que a comienzos de 2010 Iron Maiden entraría al estudio para trabajar en un nuevo álbum.

## Producción
El 2 de noviembre de 2009, el guitarrista Janick Gers confirmó a BBC News que la banda ya tenía nuevo material preparado y que se dirigiría a Paris (Francia) para componer y ensayar la mayor parte de los temas del nuevo álbum. Bruce Dickinson comentó más tarde: «Tuvimos probablemente la menor cantidad de material preparado, lo cual es curioso pues se convirtió en nuestro álbum más largo y complicado». Después de tomarse unas vacaciones por Navidad, la banda comenzó el proceso de grabación en enero, en los Compass Point Studios de Nassau (Bahamas), bajo la producción de Kevin Shirley. La última vez que Iron Maiden grabó en dichos estudios fue en la década de 1980; Dickinson comentó lo siguiente al respecto:

El estudio tenía la misma vibración que en 1983, ¡no había cambiado nada! Incluso hasta la persiana rota de la esquina... la misma alfombra... todo... era realmente increíble. Por ello nos sentimos tan relajados en un ambiente tan familiar y creo que eso se nota en la atmósfera del álbum.

Después de un mes en Nassau, la banda se trasladó a Malibú para realizar la producción, la mezcla y grabar algunas voces adicionales. El 6 de abril, Shirley comentó a Blabbermouth que había terminado la mezcla. Un mes más tarde habló sobre la etapa final de la producción: «Una vez que Bruce Dickinson terminó las voces, tuvo que marcharse para realizar unos vuelos. Steve Harris se quedó conmigo hasta el final del trayecto y Adrian Smith vino de vez en cuando para escuchar lo que teníamos».

## Canciones

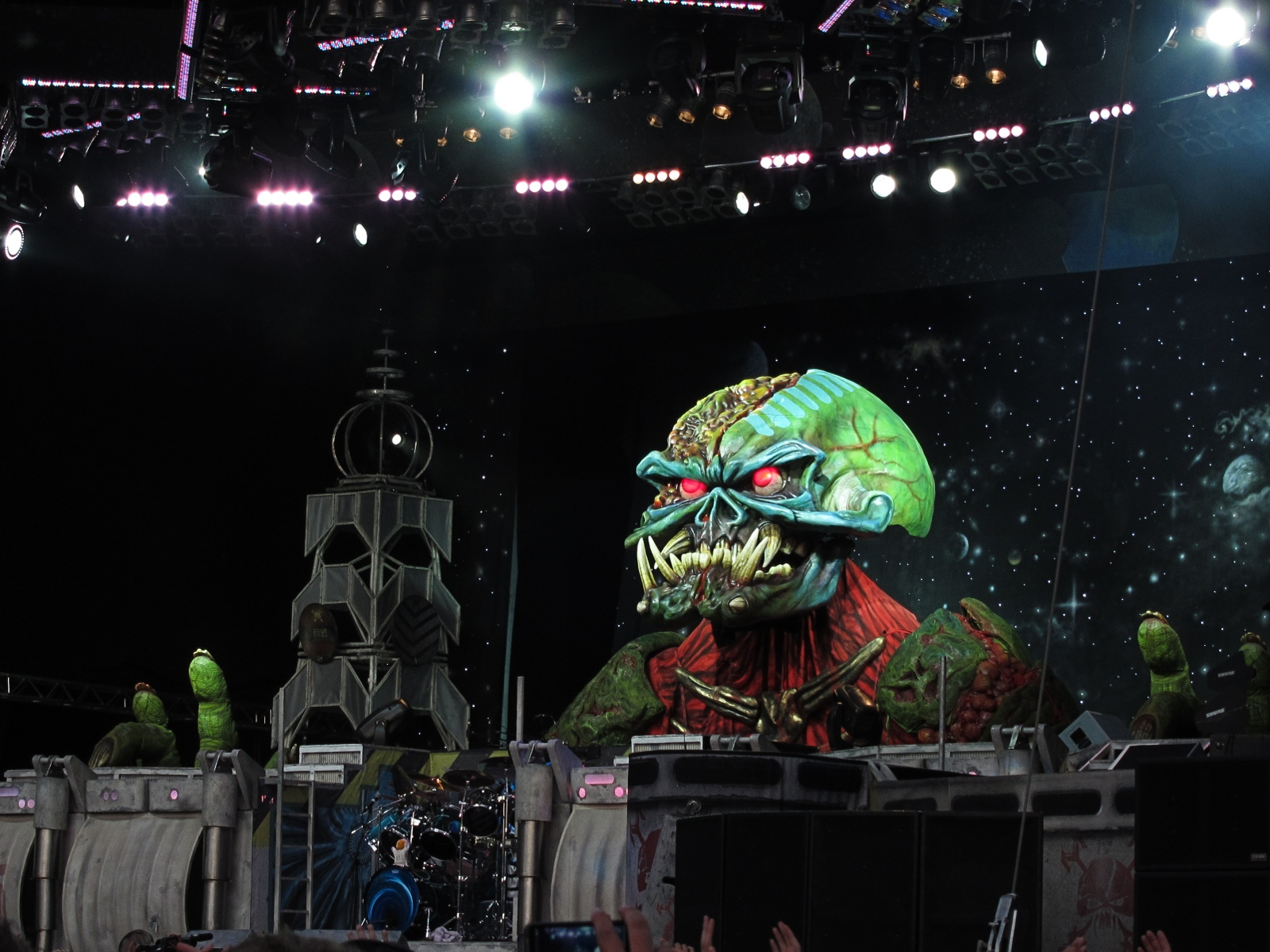
Escenario de la actuación en Helsinki durante la gira The Final Frontier World Tour (2011).

The Final Frontier es el cuarto trabajo de la banda en el que Steve Harris compone todos los temas, aunque sólo «When the Wild Wind Blows» está escrito únicamente por él. Adrian Smith explicó que, en los últimos años, Harris «se centra más en las letras y hacer algunos arreglos en los temas de los demás miembros» y «en solitario sólo compone una o dos pistas».
Si bien no es un álbum conceptual, los temas de exploración, expectativa y descubrimiento son frecuentes en todo momento.
El sencillo «El Dorado», lanzado como descarga gratuita el 8 de junio de 2010, consiguió un premio Grammy en la categoría de mejor interpretación de metal siendo el primer Grammy que gana el grupo. Según Smith, la letra de la canción, escrita por Dickinson, se basa en la recesión económica que comenzó en 2007 y comenta sobre "las expectativas de la gente de una vida mejor" y cómo "se les quitó la alfombra de debajo de los pies" como resultado de los préstamos.

## Lista de canciones
| N.º   | Título                               | Escritor(es)             | Duración |  |
| 1.    | «Satellite 15... the Final Frontier» | Smith, Harris            | 8:40     |  |
| 2.    | «El Dorado»                          | Smith, Dickinson, Harris | 6:49     |  |
| 3.    | «Mother of Mercy»                    | Smith, Harris            | 5:20     |  |
| 4.    | «Coming Home»                        | Smith, Dickinson, Harris | 5:52     |  |
| 5.    | «The Alchemist»                      | Gers, Dickinson, Harris  | 4:29     |  |
| 6.    | «Isle of Avalon»                     | Smith, Harris            | 9:06     |  |
| 7.    | «Starblind»                          | Smith, Dickinson, Harris | 7:48     |  |
| 8.    | «The Talisman»                       | Gers, Harris             | 9:03     |  |
| 9.    | «The Man Who Would Be King»          | Murray, Harris           | 8:28     |  |
| 10.   | «When the Wild Wind Blows»           | Harris                   | 11:08    |  |
| 76:34 |                                      |                          |          |  |

## Integrantes
- Steve Harris - bajista
- Bruce Dickinson - vocalista
- Dave Murray - guitarrista
- Adrian Smith - guitarrista
- Janick Gers - guitarrista
- Nicko McBrain - baterista

## Posición en las listas
| País            | Lista                        | Mejor posición | Ref.   |
| --------------- | ---------------------------- | -------------- | ------ |
| Alemania        | German Albums Chart          | 1              | [ 2 ]  |
| Arabia Saudita  | Hitmarker Albums Chart       | 1              | [ 3 ]  |
| Australia       | ARIA Albums Chart            | 2              | [ 4 ]  |
| Austria         | Ö3 Austria Top 40            | 1              | [ 5 ]  |
| Bélgica         | Ultratop (Vl)                | 2              | [ 6 ]  |
| Bélgica         | Ultratop (Wa)                | 2              | [ 7 ]  |
| Brasil          | CD - Top 20                  | 1              | [ 3 ]  |
| Canadá          | Canadian Albums Chart        | 1              |        |
| Chile           | Lista chilena de álbumes     | 1              | [ 3 ]  |
| Croacia         | HDU Toplista                 | 1              | [ 3 ]  |
| Dinamarca       | Album Top-40                 | 1              | [ 8 ]  |
| Escocia         | Scottish Albums Chart        | 1              | [ 9 ]  |
| España          | Top 100 Álbumes              | 1              | [ 10 ] |
| Estados Unidos  | Billboard 200                | 4              |        |
| Estonia         | Eesti Top 40                 | 1              | [ 11 ] |
| Finlandia       | Mitä hittiä                  | 1              | [ 12 ] |
| Francia         | French Albums Chart          | 1              | [ 13 ] |
| Grecia          | Top 75 albums                | 1              | [ 14 ] |
| Hungría         | Top 40 album                 | 1              | [ 15 ] |
| India           | Indian Albums Chart          | 1              | [ 16 ] |
| Irlanda         | Irish Albums Chart           | 3              | [ 17 ] |
| Italia          | Top 100 Artisti              | 1              | [ 18 ] |
| Japón           | Oricon Album Chart           | 5              | [ 19 ] |
| Líbano          | The Official Lebanese Top 20 | 1              | [ 16 ] |
| México          | Top 100 Mexico               | 1              | [ 20 ] |
| Noruega         | VG-lista                     | 1              | [ 21 ] |
| Nueva Zelanda   | Top 40 Albums                | 1              | [ 22 ] |
| Países Bajos    | Mega Album Top 100           | 2              | [ 23 ] |
| Polonia         | Olis Top 50                  | 3              | [ 24 ] |
| Portugal        | Album Top 30                 | 1              | [ 25 ] |
| Reino Unido     | UK Albums Chart              | 1              | [ 26 ] |
| República Checa | Top 50 Prodejní              | 1              | [ 27 ] |
| Suecia          | Albums Top 60                | 1              | [ 28 ] |
| Suiza           | Top Albums 100               | 1              | [ 29 ] |

| País      | Organismo           | Mejor posición | Ref.   |
| --------- | ------------------- | -------------- | ------ |
| Bélgica   | Ultratop (Vl)       | 100            | [ 30 ] |
| Finlandia | Mitä hittiä         | 3              | [ 31 ] |
| Francia   | SNEP                | 115            | [ 32 ] |
| Suecia    | Sverigetopplistan   | 17             | [ 33 ] |
| Suiza     | Schweizer Hitparade | 49             | [ 34 ] |

## Certificaciones
| País        | Certificación | Ventas  | Ref.   |
| ----------- | ------------- | ------- | ------ |
| Alemania    | Oro           | 200 000 | [ 35 ] |
| Brasil      | Platino       | 50 000  | [ 36 ] |
| Canadá      | Oro           | 40 000  | [ 37 ] |
| Colombia    | Oro           | 10 000  | [ 38 ] |
| Finlandia   | Platino       | 22 000  | [ 39 ] |
| Francia     | Oro           | 100 000 | [ 40 ] |
| Italia      | Oro           | 30 000  | [ 41 ] |
| Noruega     | Oro           | 15 000  | [ 42 ] |
| Polonia     | Oro           | 10 000  | [ 43 ] |
| Reino Unido | Oro           | 100 000 | [ 44 ] |
| Suecia      | Oro           | 20 000  | [ 33 ] |
| Suiza       | Oro           | 10 000  | [ 45 ] |